# 29988 Davidezilli
29988 Davidezilli este un asteroid din centura principală de asteroizi.

## Descriere
29988 Davidezilli este un asteroid din centura principală de asteroizi. A fost descoperit pe 7 decembrie 1999 la Socorro, New Mexico, în cadrul proiectului LINEAR. Asteroidul prezintă o orbită caracterizată de o semiaxă mare de 2,22 ua, o excentricitate de 0,19 și o înclinație de 3,6° în raport cu ecliptica.